# Teatro di Stato di Košice
Il Teatro di Stato di Košice (in slovacco Národné divadlo Košice) è situato al centro della città di Košice, nel tratto centrale di Hlavná ulica.

## Storia
L'edificio è stato costruito in stile neobarocco, su progetto dell'architetto Adolf Lang, tra il 1879 e il 1899. L'inaugurazione avvenne il 28 settembre 1899 alla presenza delle più alte cariche dello Stato e delle più autorevoli figure culturali del Paese.

## L'interno
All'interno della sala, il soffitto è decorato con delle scene tratte da alcune opere di William Shakespeare: Otello, Romeo e Giulietta, Re Lear e sogno di una notte di mezza estate.